# Viktring
Viktring (Aussprache: [ˈfɪktʁɪŋ]; slowenisch: Vetrinj) ist der 13. Bezirk der Landeshauptstadt Klagenfurt am Wörthersee in Österreich.

## Geografie

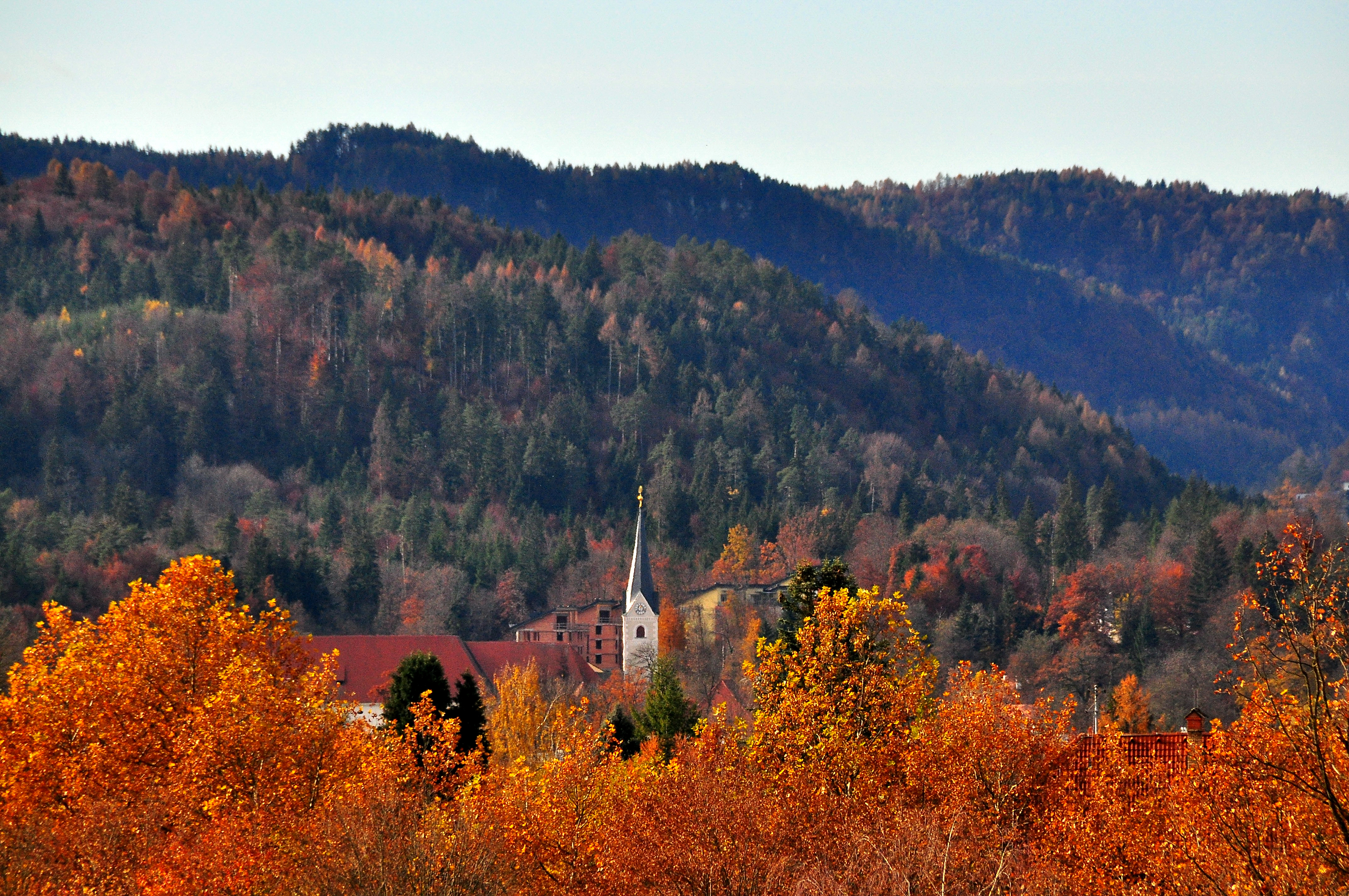
Blick von Straschitz nach Viktring

Viktring liegt im Süden von Klagenfurt am Fuße des Goritschnigkogels (683 m) und am Eingang ins Keutschacher Tal. Im Norden bildet die Glanfurt (Sattnitz) die Grenze zu den Bezirken St. Martin und St. Ruprecht. Der Bezirk grenzt weiters an die Gemeinden Maria Wörth, Keutschach am See, Köttmannsdorf, Maria Rain und Ebenthal in Kärnten.

## Geschichte

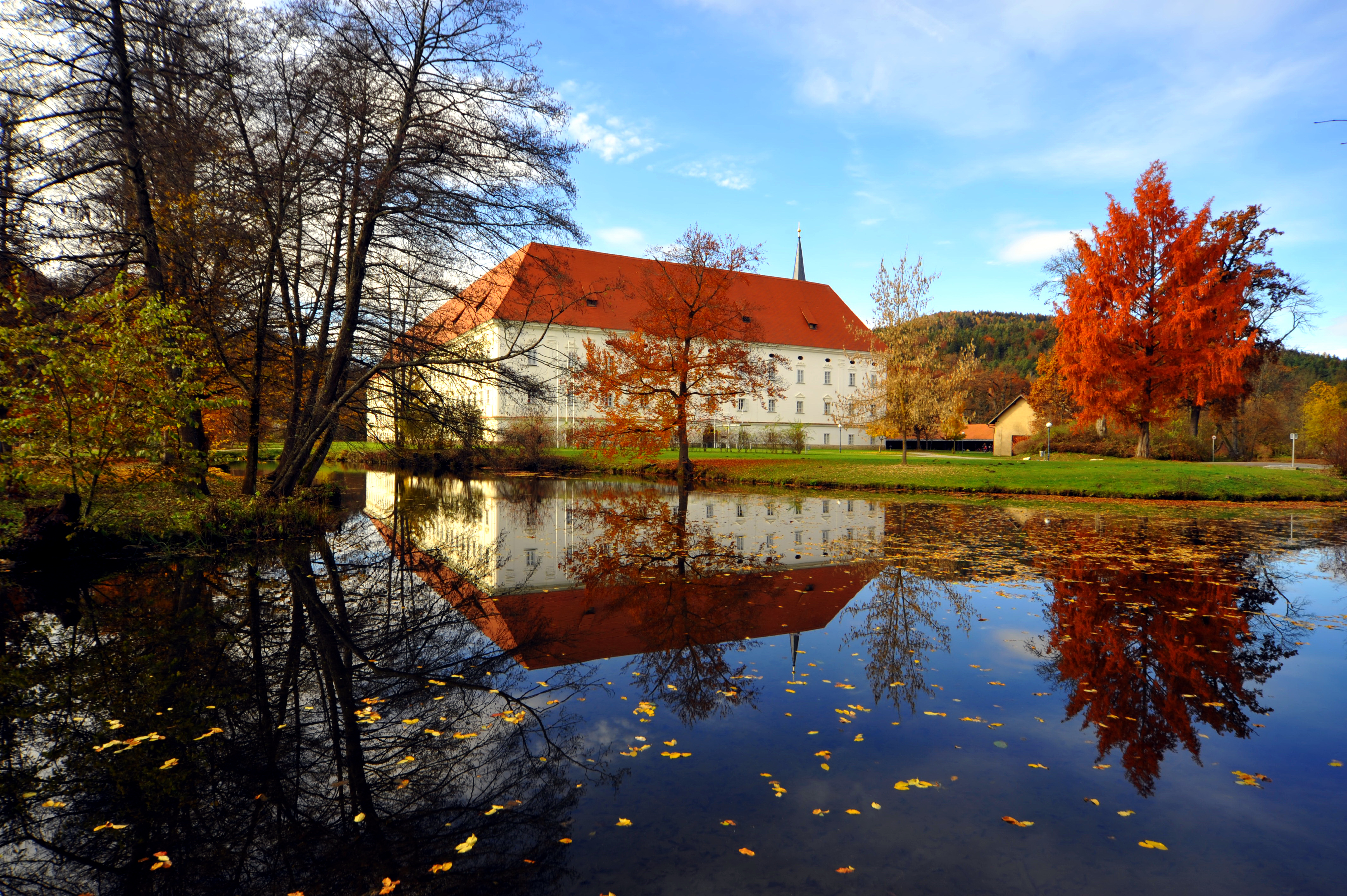
Stift mit Park

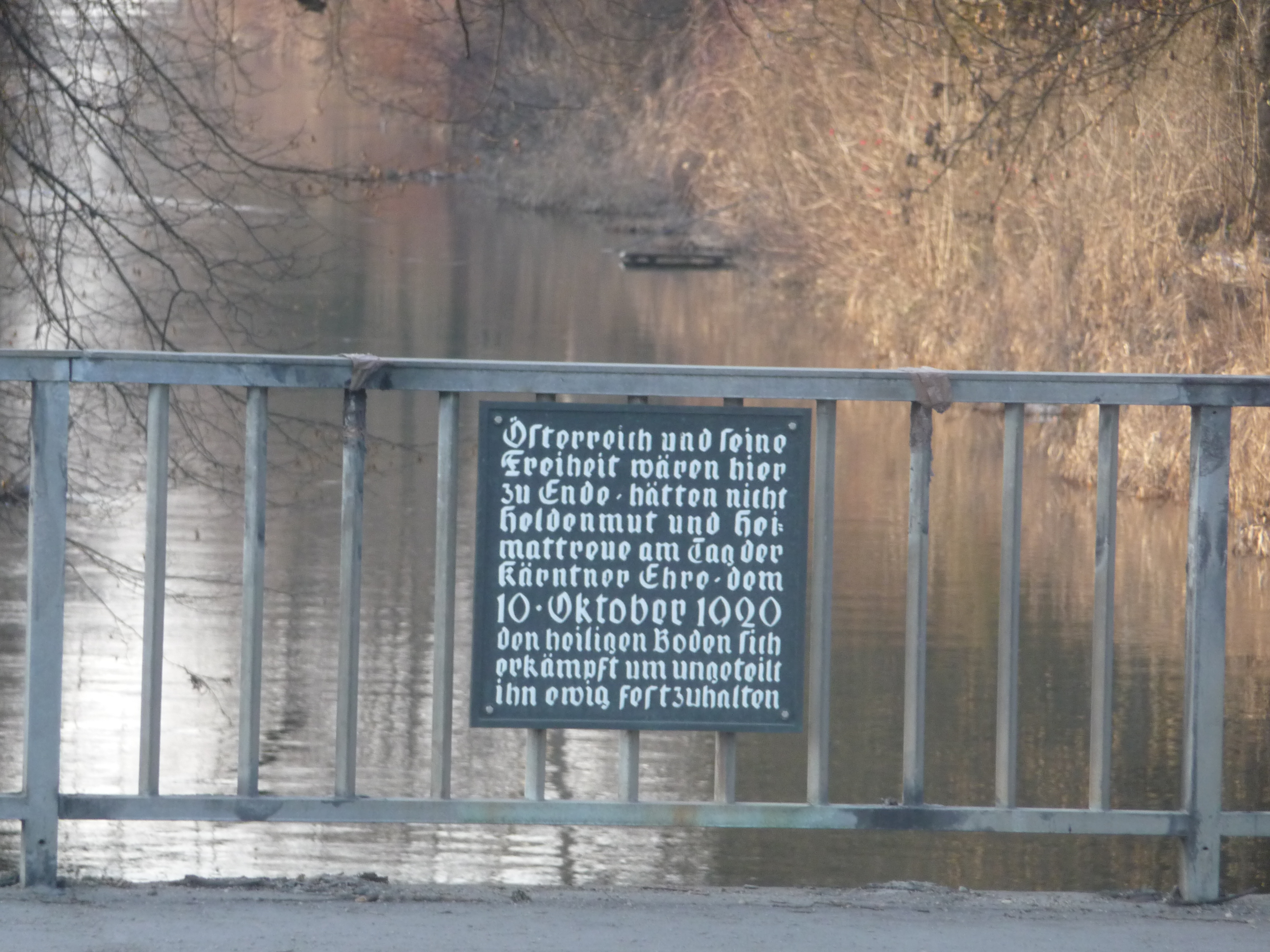
Abstimmungsgedenktafel auf der Glanfurt-Brücke an der Rosentaler Straße im Klagenfurter Stadtbezirk Viktring

Die Ortschaft Viktring wurde im Jahr 977 erstmals als Vitrino (keltisch Knüttelfeld) erwähnt und erlangte große Bedeutung durch die Gründung des Zisterzienserklosters durch Graf Bernhard von Marburg im Jahr 1142. Das Stift Viktring entwickelte sich zu einem der größten und reichsten in Kärnten und war bis zu seiner Aufhebung im Jahr 1786 religiöses und kulturelles Zentrum in der Region. Nach sich häufig ändernden Besitzverhältnissen wurde das Stift im Jahr 1970 von der Republik Österreich erworben und im Jahr 1977 ein „Realgymnasium mit kreativen Schwerpunkten“ (Musikgymnasium, siehe BRG Viktring) eingerichtet.
Nach dem Ersten Weltkrieg wurde Südkärnten vom Königreich der Serben, Kroaten und Slowenen beansprucht. In der „Kärntner Volksabstimmung“ im Jahr 1920 durften sich die Südkärntner frei entscheiden, zu welchem Staat sie gehören wollten. Die damals eigenständige Gemeinde Viktring gehörte ebenfalls zum Abstimmungsgebiet. 82,3 % der Viktringer Bevölkerung votierten für den Verbleib bei Österreich. Eine Gedenktafel an der Glanfurt-Brücke an der Rosentaler Straße erinnert an „Heldenmut und Heimattreue“ anlässlich der damaligen Abstimmung.
Auf dem sich zirka zwanzig Meter über die Ebene erhebenden Straschitzer Plateau, das sich als vorgelagerte Zunge des Sattnitz-Rückens nach Norden in Richtung Klagenfurt erstreckt, wurden am Ende des Zweiten Weltkrieges die FLAK-Stellungen gegen die alliierten Luftangriffe eingerichtet.
Nach dem Zweiten Weltkrieg flüchteten Anfang Mai 1945 17.000 slowenische Zivilisten, Landwehrsoldaten und serbische Tschetnik-Verbände, darunter auch eine geringere Anzahl von Kroaten vor dem kommunistischen Tito-Regime nach Viktring und schlugen ein Flüchtlingslager am „Viktringer Feld“ für mehrere Wochen auf. 11.000 Landwehrsoldaten wurden im Mai und im Juni 1945 nach Jugoslawien repatriiert. Auf den Fußmärschen dorthin und in den Internierungslagern wurde eine unbekannte Zahl von Angehörigen der Jugoslawischen Volksarmee ermordet. Im Mai 1945 wurde der Großteil der geflohenen Kroaten und Serben der jugoslawischen Volksbefreiungsarmee übergeben. Im Mai und im Juni 1945 folgte ihnen der Großteil der Slowenen aus dem Lager Viktring bei Klagenfurt. In Slowenien werden diese Massaker heute als „Drama um Viktring“ bzw. Tragödie von Viktring bezeichnet, in Kroatien als Massaker von Bleiburg oder die „Bleiburger Tragödie“.
Im Jahr 1973 wurde Viktring zusammen mit einem kleinen Teil der Gemeinde Maria Wörth (um das heutige Bad Maiernigg) in die Stadt Klagenfurt eingemeindet. Letzter Bürgermeister der Gemeinde war Josef Polessnig.

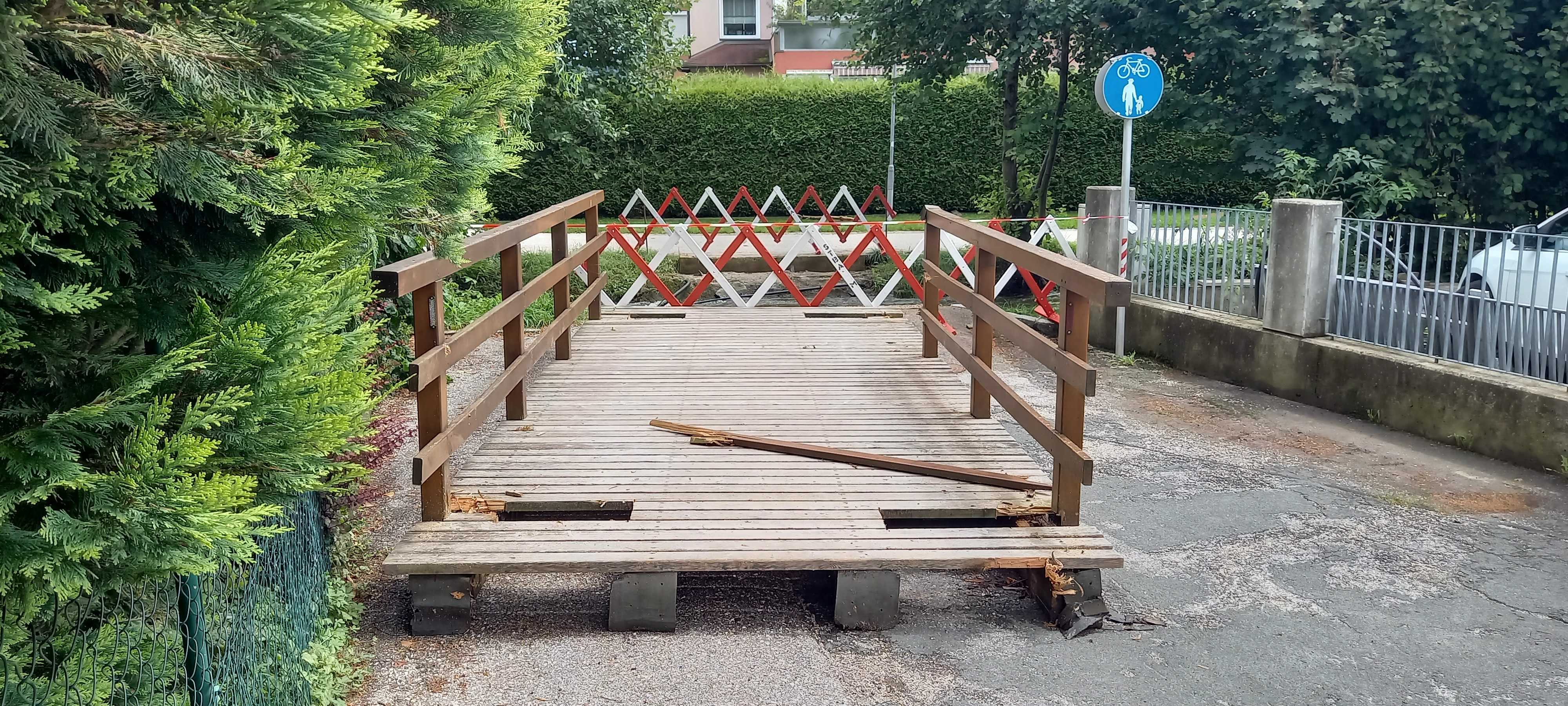
Brücke über den Viktringer Bach nach dem Unwetter 2023

Vom Unwetter in Österreich und Slowenien 2023 war Viktring besonders stark betroffen. Da der Treimischer Teich entlastet wurde, trat der Viktringer Bach über seine Ufer und flutete einige Tiefgaragen.
Heute ist dieser Stadtteil in unmittelbarer Nähe des Wörthersees eine beliebte Wohngegend und das ehemalige Stift als Realgymnasium ein Ort musischer Ausbildung sowie ein prachtvoller Rahmen für künstlerische Veranstaltungen.

### Der Stadtburgfried - Anno 1556

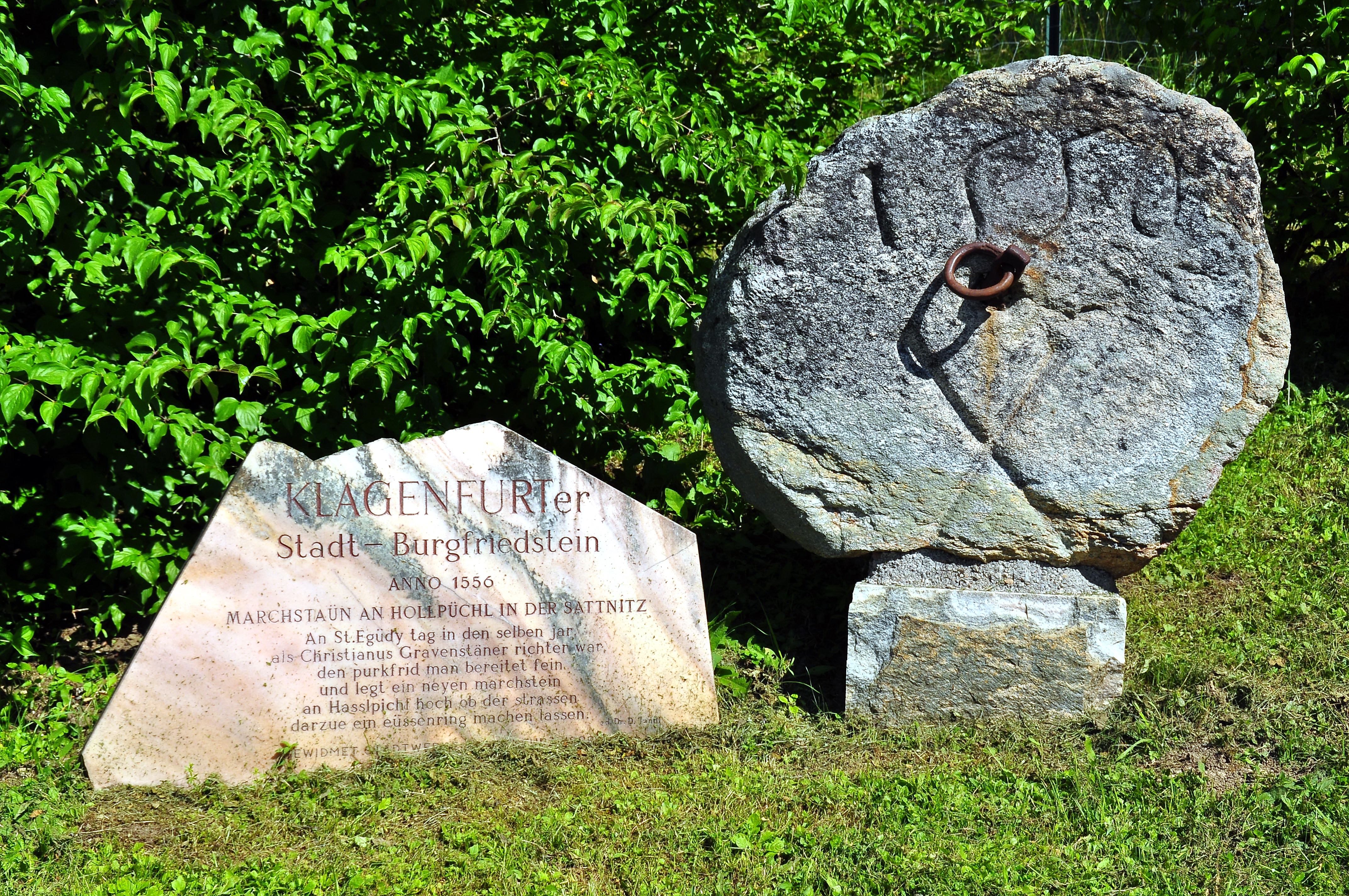
Stadt-Burgfriedstein - Anno 1556

Die Stadt Klagenfurt war mehr als eine Ansammlung von Gebäuden innerhalb der Stadtbefestigung. Zu ihrem Einflussbereich zählten ausgedehnte Fluren des Hinterlandes und kleinere Ortschaften. Sie bildeten den Burgfried, in dem noch der Stadtrichter seines Amtes waltete.
In größeren Abständen fanden Burgfriedbereitungen statt. Darunter sind feierliche Grenzbegehungen zu verstehen, zu denen die angrenzenden Landgerichte und Grundherrschaften eingeladen wurden, um in der Zwischenzeit aufgetretene Streitfälle nach Möglichkeit gleich an Ort und Stelle zu bereinigen und wieder in Frieden auseinandergehen zu können.
In St. Ruprecht endete der Burgfried an der Glanfurt. Lange Zeit war der Seebach als Grenze zwischen dem Kloster Viktring und seinen Anrainern und der Stadt Klagenfurt ein Streitobjekt. Im Jahr 1198 ging es zum Beispiel um die Grasnutzung. Ein Schiedsspruch sorgte für die Klärung, und zwar waren die sieben Hügel noch Viktringer Besitz. Ein weiterer Schiedsspruch datiert aus dem Jahr 1391. Diesmal ging es um eine Weide im Bereich der Waidmannsdorfer Lacke. Sie wurde als Gemeindeweide der Stadt Klagenfurt zugesprochen, jedoch mit der Einschränkung, dass dorthin auch das Vieh der Stiftsuntertanen zu Postraschischnig und Stein getrieben werden durfte. Auch wurde den Klagenfurtern eine Weide am rechten Glanfurtufer zuerkannt. Zur Kenntlichmachung des Grenzverlaufes wurden Grenzsteine gesetzt. Ein solcher Stein stand im Moos bei der späteren Papiermühle, ein anderer auf dem Bühel des Anwesens Sattnitzbauer. Die Klagenfurter Bürgerschaft besaß in diesem Abschnitt des Baches außerdem das Recht, fischen zu dürfen. Das Landgericht in Salzburg versuchte im Jahr 1423 die Dörfer Waidmannsdorf, Flatschach (= St. Ruprecht) und St. Peter, die einmal zu Salzburg gehört hatten, in ihren Burgfried zu ziehen. Dieses Ansinnen wurde abgewiesen.
Die Grenzbegehungen waren deshalb wichtig, weil das Land noch nicht vermessen war und es keine entsprechenden Katasterpläne gab, auf die man sich hätte berufen können. Eine heimliche Verschiebung von Naturgrenzen war daher jederzeit möglich und eine vorgebrachte Behauptung war damals nicht so ohne weiteres zu entkräften. Um Zeugen aufbieten zu können, wurden deshalb zu den Burgfriedbereitungen viele junge Leute mitgenommen. Bei dieser Gelegenheit wurde die kommende Generation mit Burgfriedpfennigen bedacht, die unterwegs unter die jungen Teilnehmer geworfen wurden. Für diesen Zweck wurden im Jahr 1729 etwa 1200 Münzen geprägt. Zur Überprüfung der Burgfriedgrenzen rückte man mit bewaffneter und berittener Mannschaft, Fahnen und klingendem Spiel aus, und zwar im Spätsommer oder im Herbst, wenn die Felder abgeerntet waren und sich daher die Flurschäden in Grenzen hielten. Um Trunkenheitsexzesse und den Raufhandel zu unterbinden, hatte man sich an eine eigene Instruktion zu halten.
Die ersten Burgfriedbereitungen überliefert der Reimchronist Paul Kheppiz aus den Jahren 1538 und 1556. Die Grenzen hatten zu dieser Zeit erhöhte Bedeutung, da der Stadtrichter neben der bürgerlichen Gerichtsbarkeit auch über Leben und Tod eines Übeltäters entscheiden durfte. Darauf sind die Richtstätten (Schindanger) in Annabichl am Galgenbichl und später auf einem Grundstück zwischen der Rosentaler Straße und dem Viktringer Bahnhof zurückzuführen. Gegenüber der Spedition Künstl (ehemals Rosentaler Straße 6; heute Liberogasse) befand sich auf der anderen Seite der Rosentaler Straße noch lange in einer Mauernische das Galgenkreuz. Bis hierher wurde ein Verbrecher auf seinem letzten Weg vom Priester begleitet.

## Verwaltungsgliederung
Viktring gliedert sich in vier Katastralgemeinden und in folgende Ortschaften.
- Goritschitzen  (slow. Goričica):
  - Alpen (slow. "Planina pri Vetrinju"), Goritschitzen (slow. Goričica), Krottendorf (slow. Krotna vas)
- Neudorf (slow. Nova vas):
  - Bach (slow. Potok), Berg (slow. Gora), Kreuth (slow. Rute), Lak (slow. "Loka pri Vetrinju"), Neudorf (slow. "Nova vas"), Straschitz (slow. "Pestrazisce pri Vetrinju")
- Stein (slow. Zakamen):
  - Kerbach, Lugin, Stein
- Viktring: (slow. "Vetrinj")
  - Migoriach (slow. Megorje), Opferholz (slow. Vožnica), Thal (slow. "Lipica"), Seebach (slow. "Jezerca pri Vetrinju"), Viktring (slow. "Vetrinj")

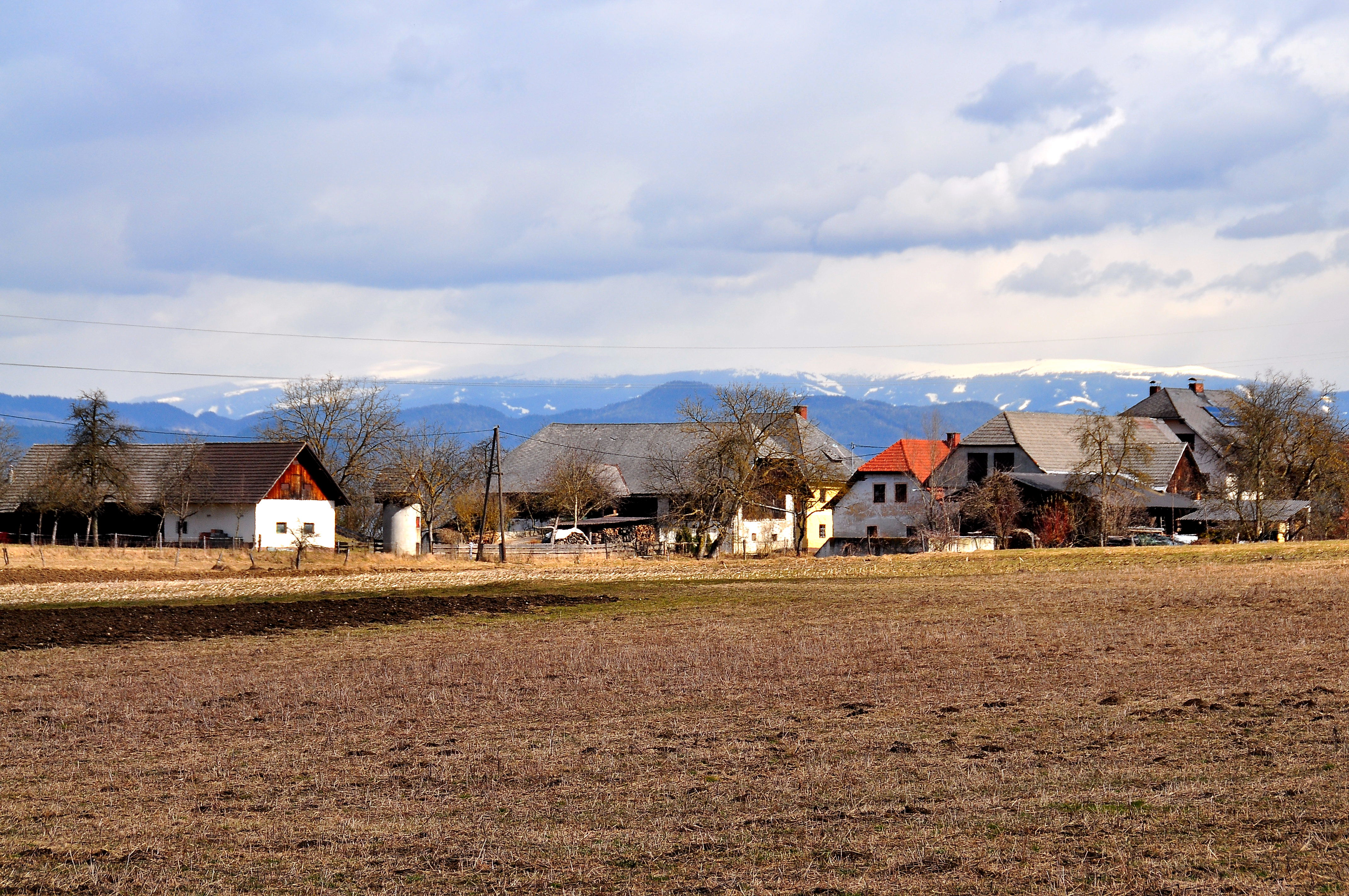
Straschitz
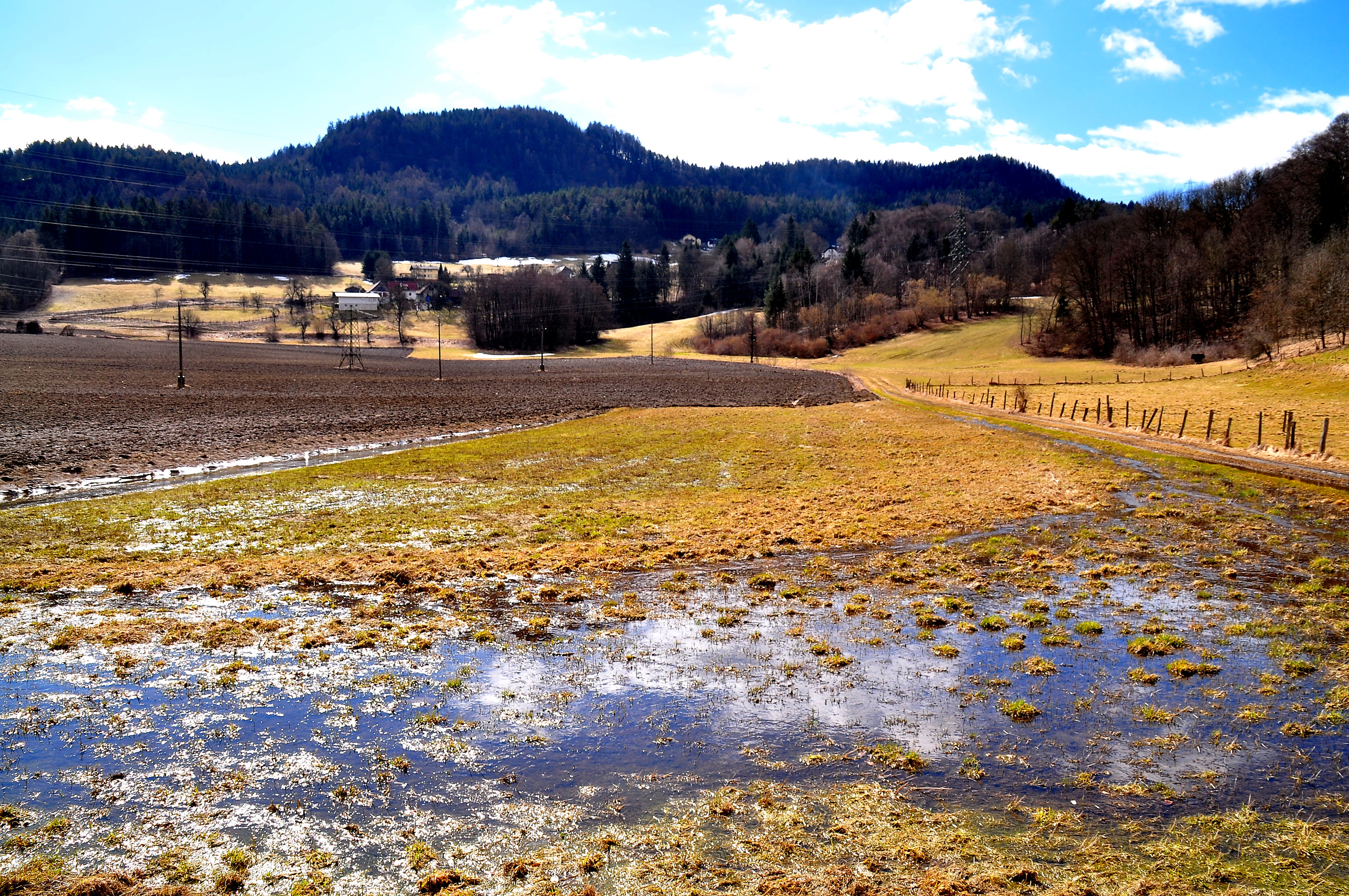
Stifterkogel mit der Ortschaft Bach
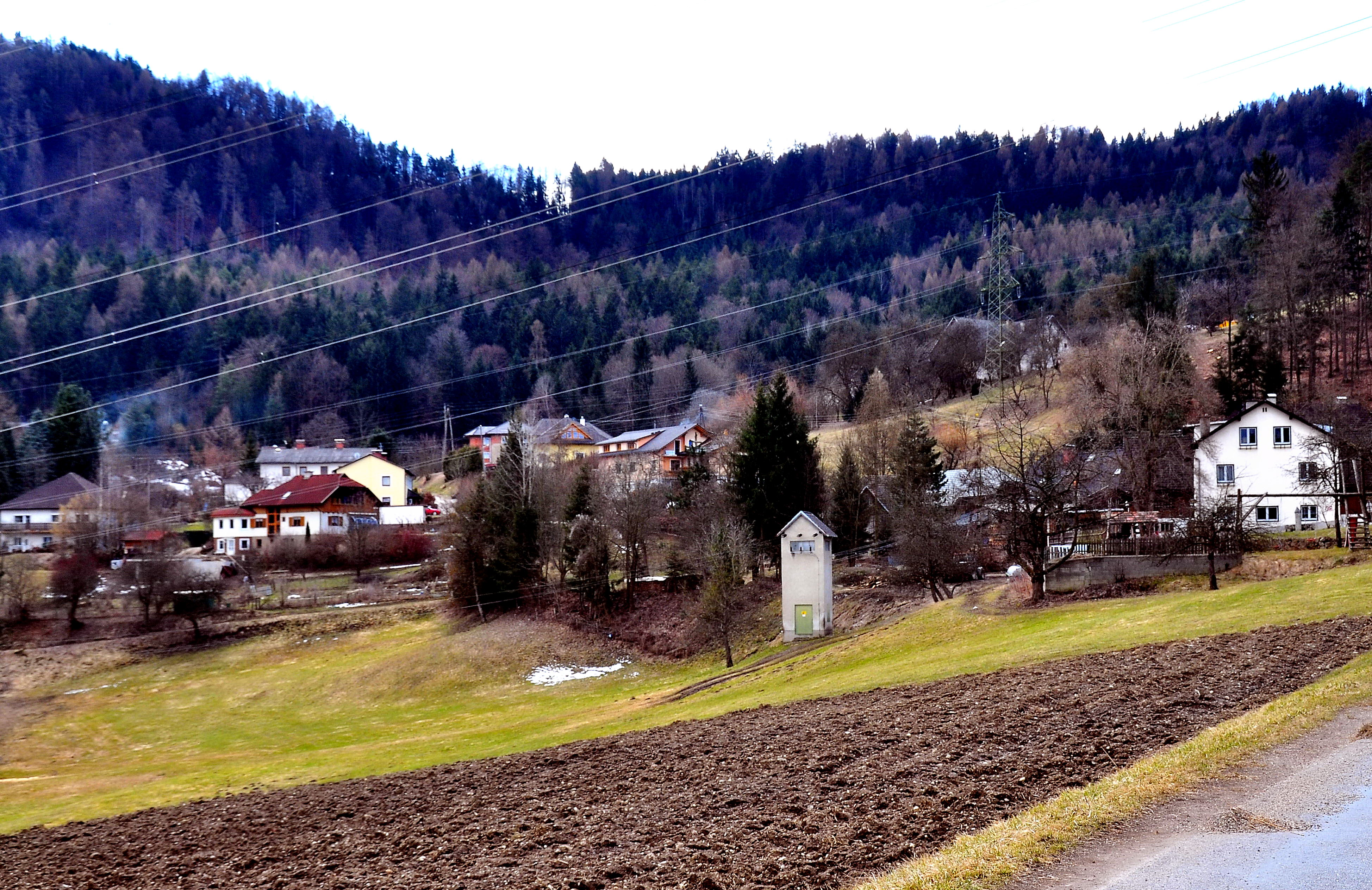
Ortschaft Bach
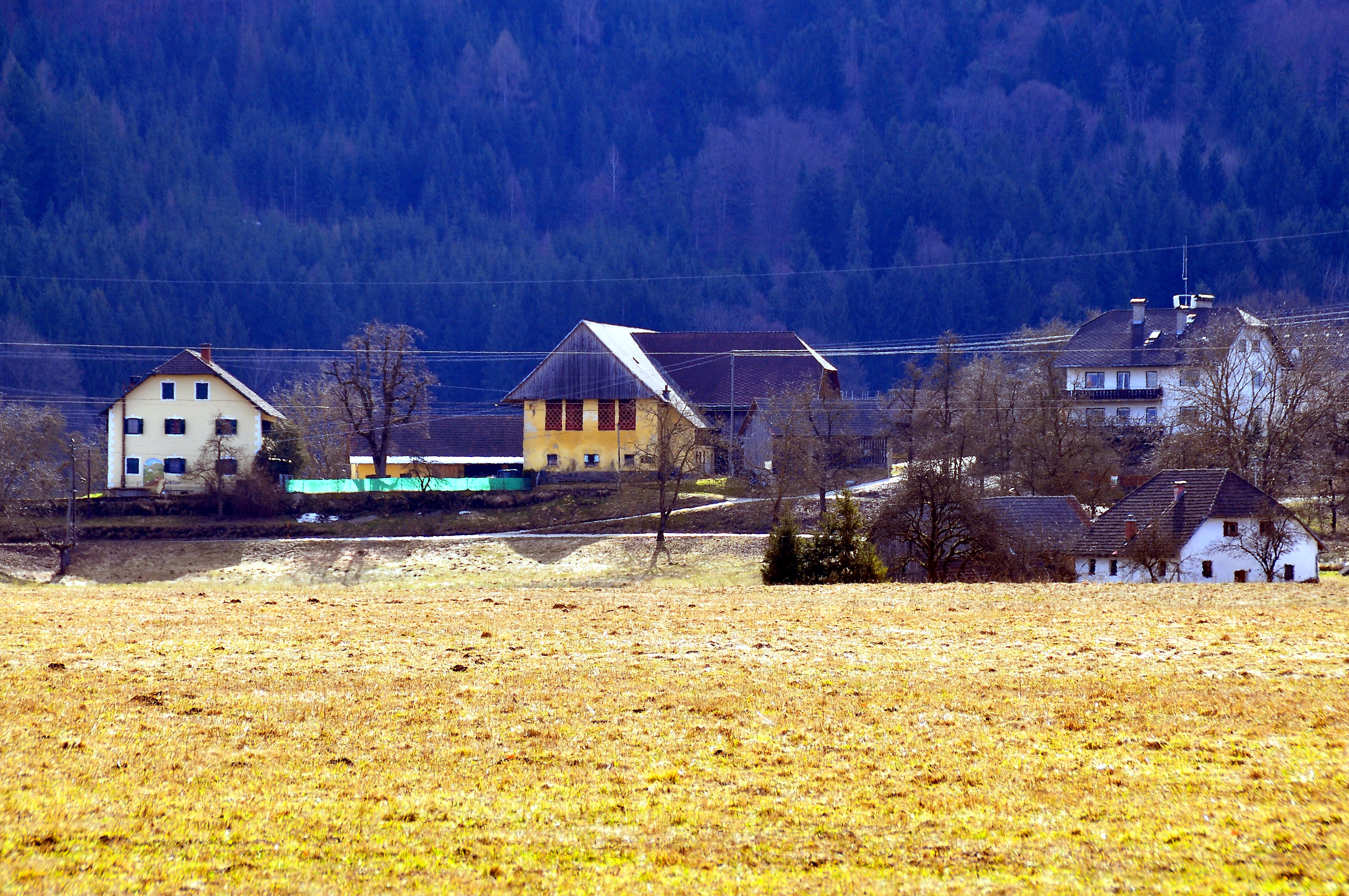
Weiler „Lak“

## Kultur und Sehenswürdigkeiten

### Bauwerke
- Stift Viktring mit spätromanischer dreischiffiger Stiftskirche nach burgundischem Vorbild. Bemerkenswert sind in der Stiftskirche:
  - das romanische Südportal
  - der fünfgeschoßige frühbarocke Hochaltar
  - Grabsteine aus dem 13. und 15. Jahrhundert
  - 60 gotische Glasgemälde an den Chorfenstern, die Szenen aus dem Leben Christi, Mariens und der Apostel darstellen.

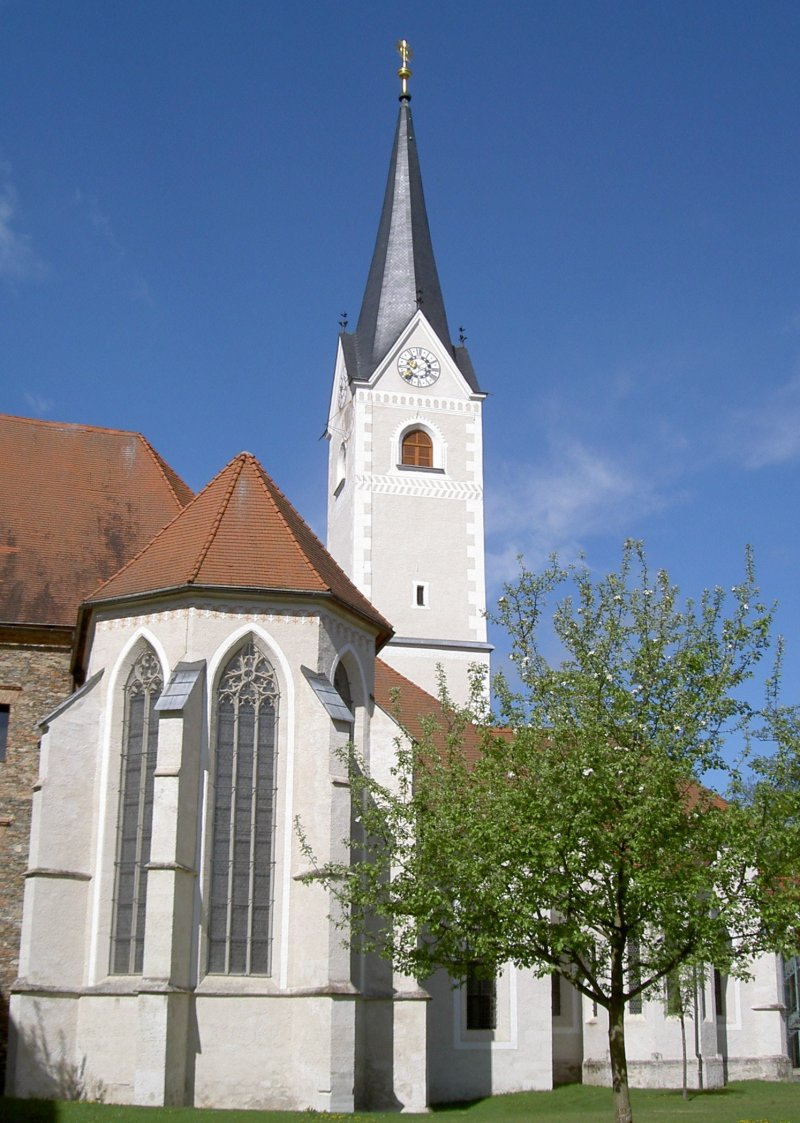
Stiftskirche Viktring: Ostansicht
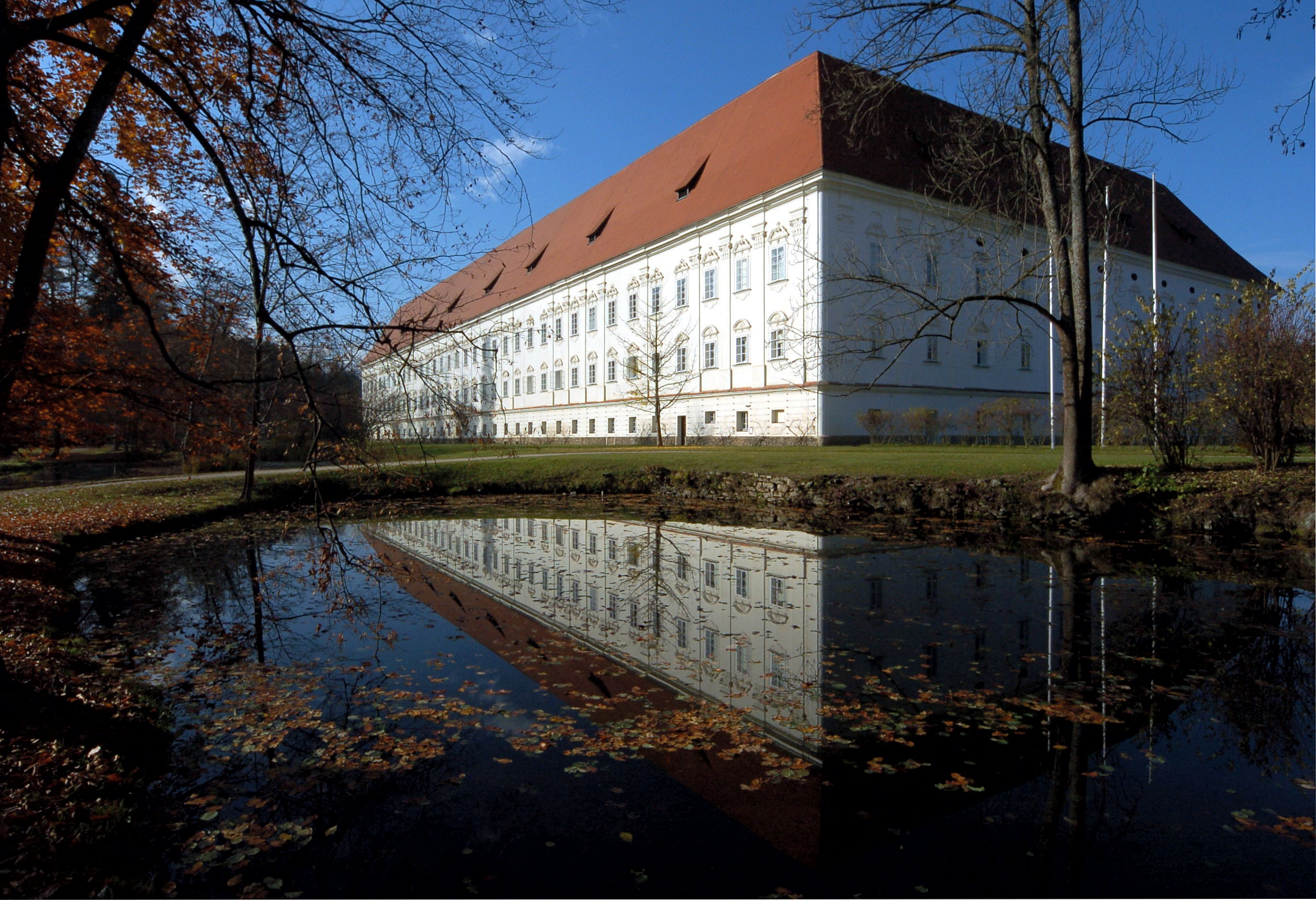
Stift Viktring
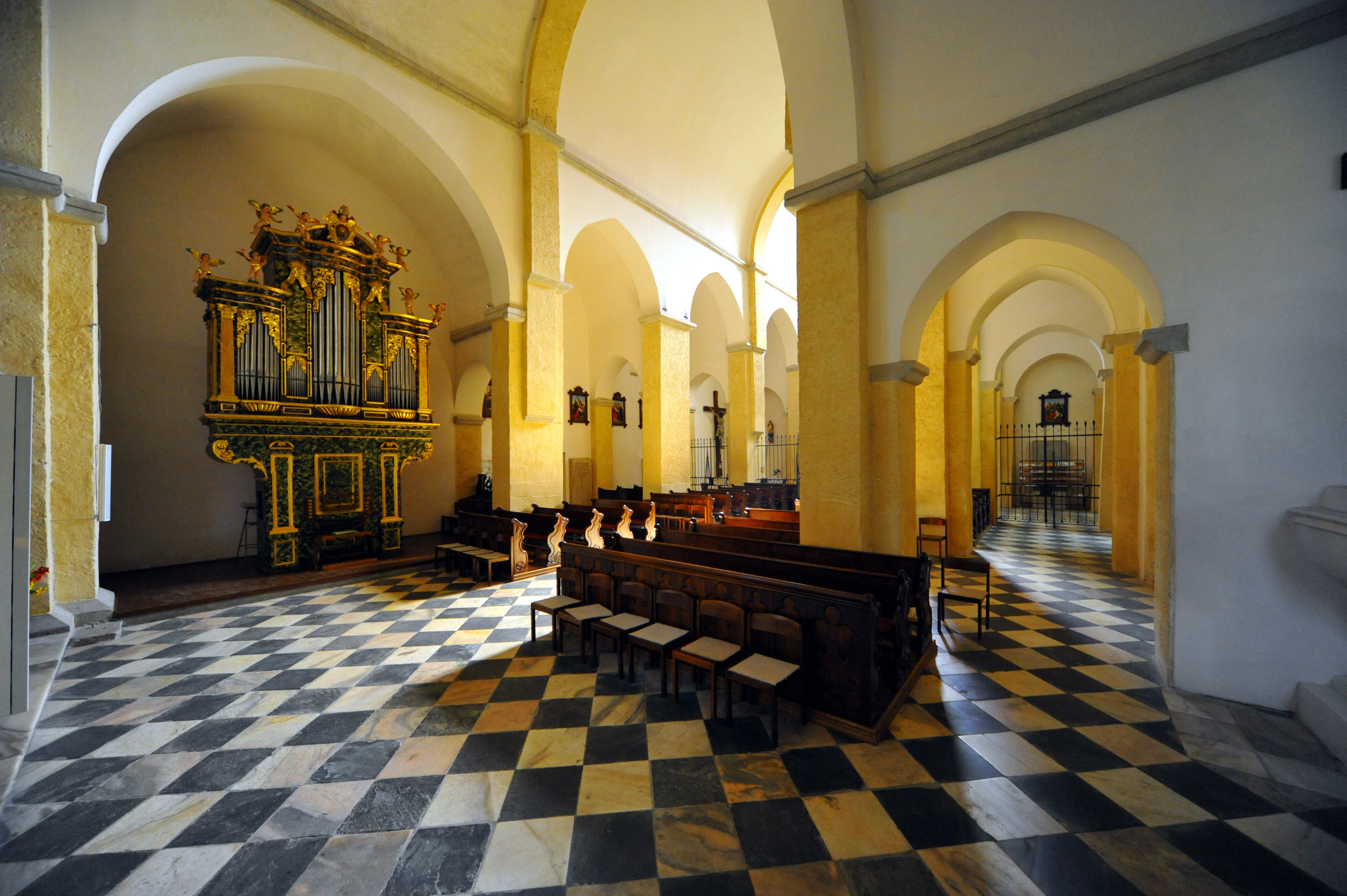
Innenraum der Stiftskirche
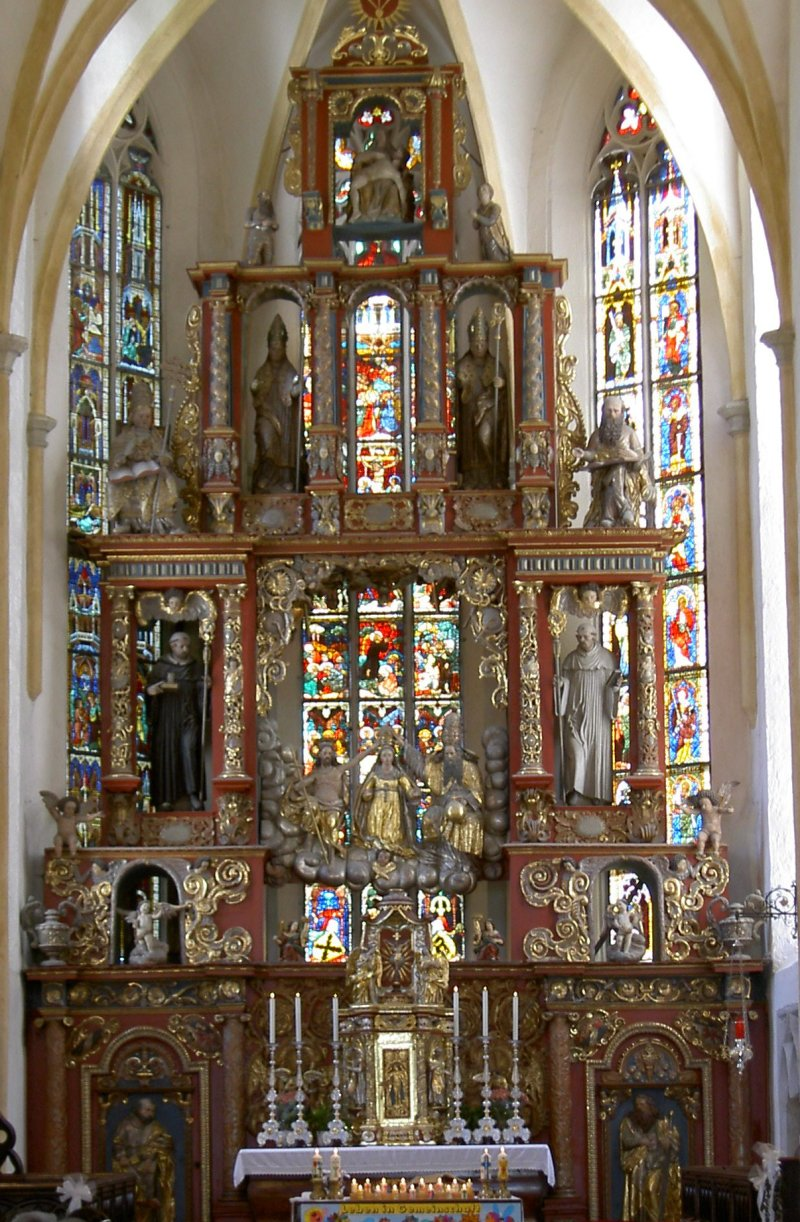
Stiftskirche Viktring: Hochaltar und Glasgemälde

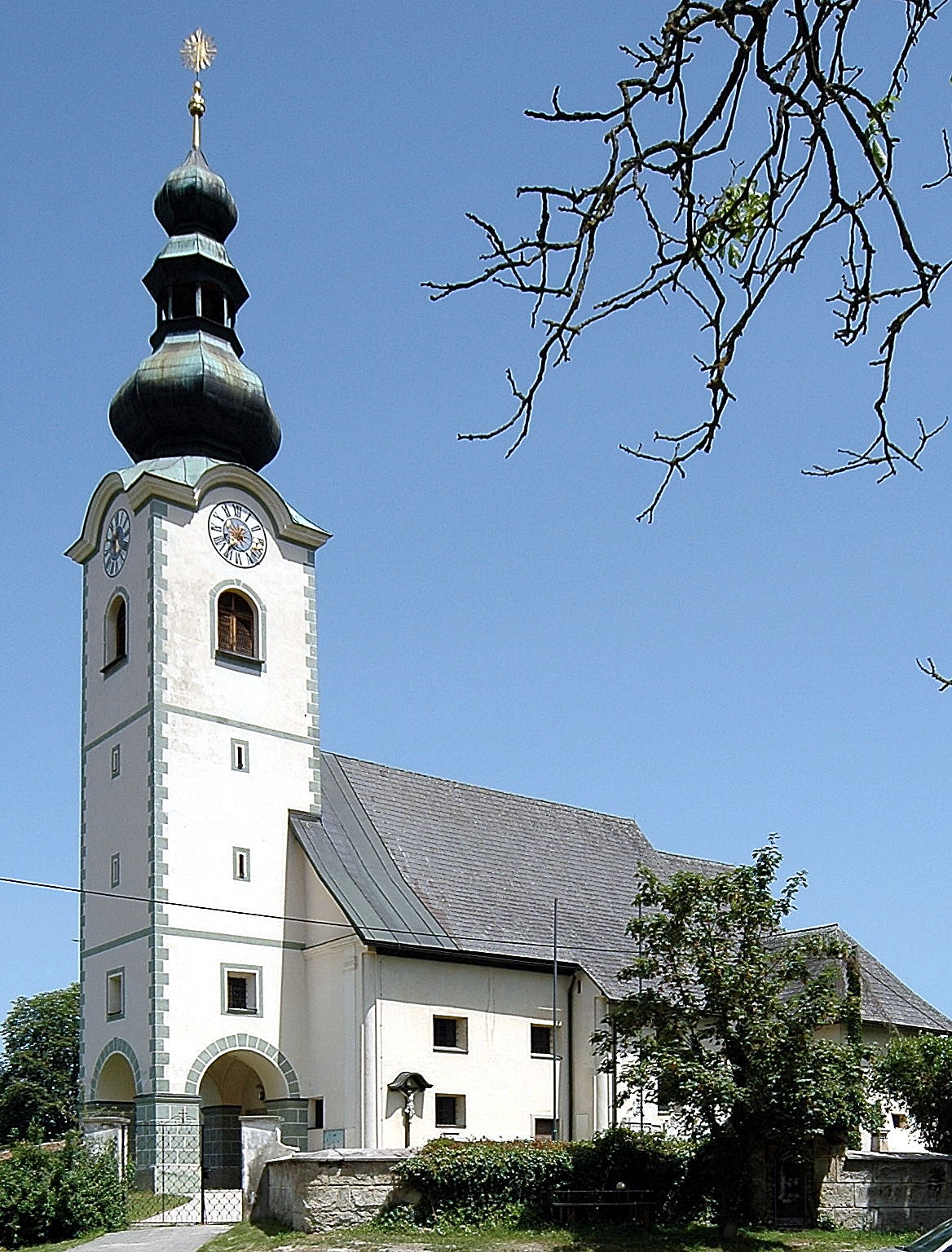
Pfarrkirche hl. Florian in Stein bei Viktring

- Pfarrkirche Viktring-Stein, im Ortsteil Stein östlich von Viktring erhöht auf einem Hügel. Bemerkenswert sind an der Pfarrkirche:
  - Empiregrabsteine der Familie Moro (außen an der südlichen Langhausmauer)
  - Bronzebüste des Max Ritter von Moro (außen)
  - Deckengemälde Martyrium des heiligen Florian (innen)
  - die einheitliche Spätrokoko-Einrichtung (innen)

- Sonstige Bauwerke
  - Villa Miller-Aichholz in der Stift-Viktring-Straße 14
  - Fischerkeusche an der Koschatpromenade
  - Prälatur des Zisterzienserstiftes Viktring in der Stift-Viktring-Straße 25

- Flurdenkmäler
  - Grenzstein „BV 1763“ in Opferholz
  - Stadt-Burgfriedstein - Anno 1556 an der Quellenstraße

### Regelmäßige Veranstaltungen
- Musikforum Viktring
- Großflohmarkt Viktring (zählt mit über 600 Standlern zu den größten Flohmärkten Österreichs)

## Wirtschaft und Infrastruktur

### Verkehr

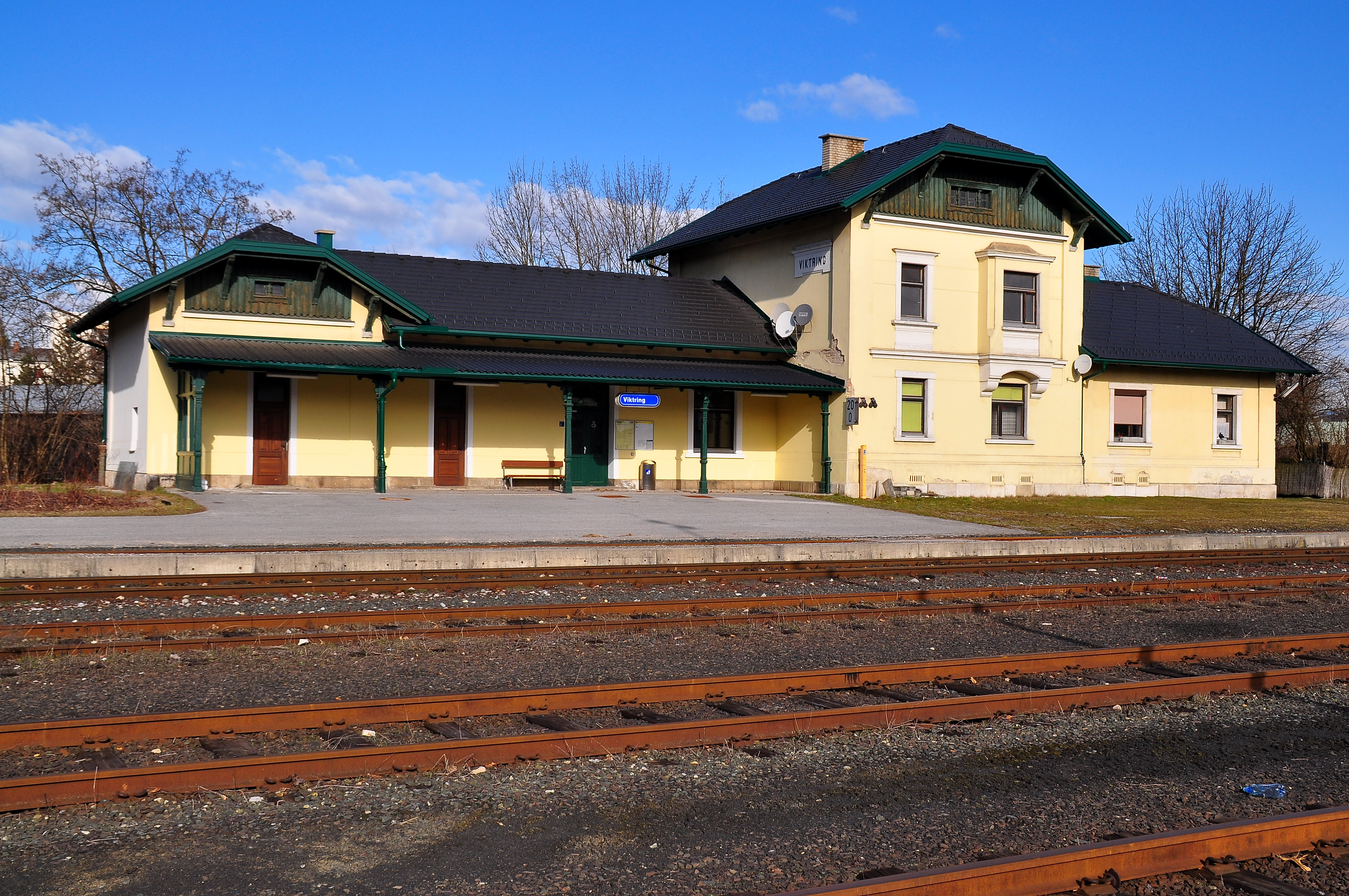
Bahnstation Viktring im XI. Stadtbezirk Sankt Ruprecht

Die Ortschaft Viktring ist von Stadtzentrum Klagenfurts aus über die Rosentaler Straße Richtung Ferlach erreichbar. Etwa 3 Kilometer außerhalb von Viktring befindet sich der Bahnhof Viktring, der sich jetzt aber in Privateigentum befindet. In der Nähe wurde der neue Bahnhof Klagenfurt Süd geschaffen. Auf der ehemaligen Rosentalbahn fährt jetzt die S3 von Montag bis Freitag im Stundentakt bis Weizelsdorf, von Weizelsdorf nach Rosenbach wird der öffentliche Verkehr von der Buslinie ÖBB-Postbus aufrechterhalten.

### Feuerwehr
Im Jahr 1924 ging aus der damaligen Betriebsfeuerwehr der Tuchfabrik Moro die Freiwillige Feuerwehr Viktring hervor, die als Filialfeuerwehr dem Kommando der örtlichen Feuerwehr Stein/Neudorf unterstand. Im Jahr 1969 wurden nach einem Gemeinderatsbeschluss die Feuerwehren Stein-Neudorf und die Feuerwehr Viktring zusammengelegt. Aus ihnen entstand die Freiwillige Feuerwehr "Viktring-Stein/Neudorf".
Im Juni 1970 kam es zu der Errichtung eines großen modernen Feuerwehrhauses in Stein, der im Beisein des damaligen Bürgermeisters von Viktring, Josef Pollessnig, den Gemeinderäten und den Feuerwehrkameraden erfolgte. Durch die im Jahr 1973 stattgefundene Eingemeindung Viktrings zu Klagenfurt gehört die Freiwillige Feuerwehr Viktring-Stein/Neudorf zu den zehn Freiwilligen Feuerwehren der Landeshauptstadt Klagenfurt.

## Öffentliche Einrichtungen

### Bibliothek
- Öffentliche Bibliothek Viktring

### Bildung
- Bundesrealgymnasium Klagenfurt-Viktring
- Thomas-Koschat Hauptschule Viktring-Klagenfurt (HS 13)
- Volksschulen in Viktring: VS19 und VS20

## Persönlichkeiten

### Söhne und Töchter von Viktring
- Johann von Viktring (1270–1347), Abt und Geschichtsschreiber
- Thomas Koschat (1845–1914), Komponist und Chorleiter

### In Viktring haben gewirkt
- Johann Seebacher (1816–1890), Bürgermeister von Viktring

### Ehrenbürger
- Max von Moro (1817–1899), Fabriksbesitzer, Historiker und Politiker aus dem Adelsgeschlecht Moro